# Kapitel
Kapitel (latinski capitellum) je arhitektonski element, sastavni dio stupa, njegov gornji istaknuti i često ukrašen (biljnim ili figuralnim ukrasima); dio koji nosi teret grede ili luka.
Način plastičnog oblikovanja kapitela mijenjao se tijekom stilskih razdoblja. Najraniji u egipatskoj umjetnosti je u obliku lotosova cvijeta ili papirusa. U antičkoj grčkoj umjetnosti po obliku kapitela razlikujemo stilove u arhitekturi (dorski red, jonski red i korintski red). U rimskoj umjetnosti javlja se kompozitni (kombinacija jonskog i korintskog kapitela). U kasnoj antici vegetabilni i drugi ukrasni elementi sve se više stiliziraju. U bizantskoj umjetnosti rade se novi oblici kapitela (košarasti, trapezasti, čipkasti i dr.), a upotrebljava se i impost umetka iznad kapitela. U romanici se javljaju novi tipovi kapitela, od najjednostavnijih kockastih i gljivastih do kapitela s figuralnim reljefima. U gotici su česti kapiteli s lisnatim ukrasima (npr. listovi vinove loze).
Od renesanse prevladavaju antički oblici kapitela.